# 亚当·卡齐米日·恰尔托雷斯基
亚当·卡齐米日·恰尔托雷斯基（1734年12月1日—1823年3月19日），波兰-立陶宛贵族、作家、文学家、政治家。
亚当是恰尔托雷斯基家族成员，鲁塞尼亚省省督奥古斯特·亚历山大·恰尔托雷斯基的儿子，波蘭國王斯坦尼斯瓦夫·奧古斯特的表弟。而波蘭傑出的政治家、軍事家——作家亞當·耶日·恰爾托雷斯基是其長子，兩父子皆在俄羅斯帝國享有盛名。